# Musikjahr 1824
Liste der Musikjahre

◄◄ | ◄ | 1820 | 1821 | 1822 | 1823 | Musikjahr 1824 | 1825 | 1826 | 1827 | 1828 | ► | ►►

Weitere Ereignisse
Dieser Artikel behandelt das Musikjahr 1824.

## Ereignisse
- 02. März: In Litomyšl kommt der Komponist Bedřich Smetana (Die Moldau, Mein Vaterland) zur Welt.
- 07. April: Die Missa solemnis von Ludwig van Beethoven wird zur Gänze erstmals als Oratorium bei der Philharmonischen Gesellschaft in Sankt Petersburg aufgeführt.

## Instrumental und Vokalmusik (Auswahl)

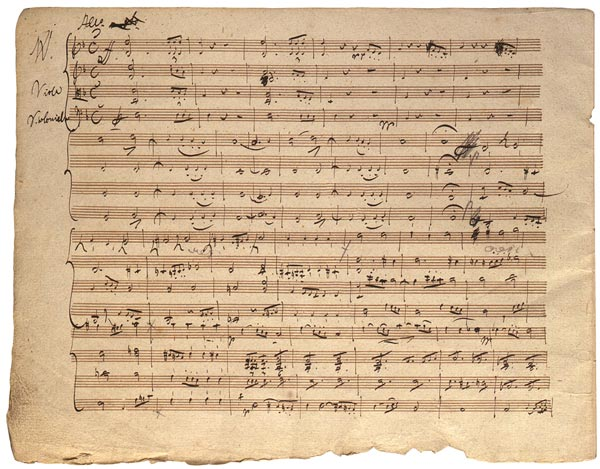
Originalmanuskript des Streichquartetts Der Tod und das Mädchen von Franz Schubert

- Ludwig van Beethoven: Der völlig ertaubte Komponist dirigiert am 7. Mai gemeinsam mit Michael Umlauf im Theater am Kärntnertor in Wien die Uraufführung seiner 9. Sinfonie. Die Gesangsparts werden von Henriette Sontag (Sopran), Caroline Unger (Alt), Anton Haizinger (Tenor) und Joseph Seipelt (Bariton) dargeboten. Das Werk ruft frenetischen Jubel beim Publikum hervor. Erstaufführung der Missa solemnis op. 123 bei der Philharmonischen Gesellschaft in Sankt Petersburg auf Initiative des russischen Adligen und Mäzens Nikolai Borissowitsch Golizyn am 7. April 1824. Weitere Werke Beethovens im Jahr 1824 sind: Sechs Bagatellen für Klavier op. 126; Bundeslied – Lied op. 124.
- Hector Berlioz: Messe solennelle
- Johann Simon Mayr: L’autunno (Kantate)
- Gioachino Rossini: Il pianto delle Muse in morte di Lord Byron (Kantate); Duett für Violoncello und Kontrabass; Tantum ergo (geistliche Musik)
- Franz Schubert: Oktett in F-Dur; Streichquartett Nr. 13 „Rosamunde“, Uraufführung am 14. März im Wiener Musikverein mit dem Ignaz-Schuppanzigh-Quartett; Der Tod und das Mädchen (1824 fertiggestellt und 1833 erstmals öffentlich aufgeführt); Arpeggione-Sonate D 821 (im November komponiert)
- Anton Reicha: Ouverture für Orchester in D; 6 Klaviertrios op. 101
- Friedrich Ernst Fesca: Streichquartett D-Dur op. 34; Potpourri für Horn und Streichquartett F-Dur op. 29; 5 Lieder für Singstimme und Klavier op. 32; Scherzhafte Tafellied für vier Männerstimmen
- Felix Mendelssohn Bartholdy: 1. Sinfonie in c-Moll op. 11 (MWV N 13).

## Musiktheater

Gaetano Donizetti: Emilia di Liverpool, Titelseite des Librettos, Neapel 1824.

- 07. Januar: Uraufführung der Oper Zoraida di Granata von Gaetano Donizetti in Rom. Dabei handelt es sich um eine revidierte Fassung der im Vorjahr erschienenen Oper Il fortunato inganno
- 17. Januar: Uraufführung der Oper Pietro il grande, ossia Un geloso alla tortura von Nicola Vaccai in Parma
- 24. Januar: Uraufführung der Oper Der Taucher von Conradin Kreutzer im Kärntnertortheater Wien.
- 04. Februar: Uraufführung der L’ajo nell’imbarazzo von Gaetano Donizetti in Rom
- 07. März: Uraufführung der Oper Il crociato in Egitto von Giacomo Meyerbeer in Venedig
- 26. April: Uraufführung der Oper L’auberge supposée von Michele Carafa an der Opéra-Comique, Paris
- 27. April: Uraufführung der Oper Les Trois Genres von François-Adrien Boieldieu im Théâtre de l’Odéon in Paris.
- 28. Juli: Uraufführung der Oper Emilia di Liverpool von Gaetano Donizetti in Neapel
- 28. Juli: Uraufführung der Oper Enrico di Borgogna von Gaetano Donizetti auf das Libretto von Bartolomeo Merelli im Teatro San Luca in Venedig
- 18. September: Uraufführung der Oper La pastorella feudataria von Nicola Vaccai in Turin
- 29. September: Uraufführung der Oper Alessandro nell’Indie von Giovanni Pacini im Teatro San Carlo in Neapel. Dabei handelt es sich um einen Stoff aus dem frühen 18. Jahrhundert, der bereits von vielen anderen Komponisten ebenfalls vertont wurde.
- 13. November: Uraufführung der Oper Il sonnambulo von Michele Carafa an der Scala in Mailand
- 02. Dezember: Uraufführung des Singspiels Erfüllte Hoffnung von Conradin Kreutzer im Theater an der Wien in Wien.

## Weitere Werke
- Gioachino Rossini: Ugo re d’Italia, verschollene Oper, die 1824 für das King’s Theatre in London geschrieben wurde und zumindest teilweise fertiggestellt war.
- Louis Spohr: Der Berggeist, (Romantische Oper in drei Aufzügen)
- Michele Carafa: Tamerlano (Oper)
- Friedrich Ernst Fesca: Omar und Leila op. 28 (Oper) Uraufführung 1824 in Karlsruhe
- Saverio Mercadante sechs Opern: (1) Gli amici di Siracusa, (2) Doralice; (3) Le nozze di Telemaco ed Antiope; (4) Il podesta di Burgos, ossia Il signore del villaggio; (5) Nitocri; (6) Erode, ossia Marianna
- Luigi Ricci: La cena frastornata (Oper)

## Geboren

### Geburtsdatum gesichert
- 21. Januar: Josef Gabler, österreichischer, römisch-katholischer Priester und Hymnologe († 1902)
- 22. Januar: Josef Leopold Zvonař, tschechischer Komponist († 1865)
- 02. Februar: Constanze Jacobi, deutsche Pianistin und Sängerin († 1896)
- 22. Februar: Richard Wüerst, Berliner Musikpädagoge und Komponist († 1881)
- 02. März: Bedřich Smetana, tschechischer Komponist († 1884)
- 11. März: Julius Ferdinand Blüthner, Klavierbauer († 1910)
- 01. April: Eugène Ortolan, französischer Jurist, Diplomat und Komponist († 1891)

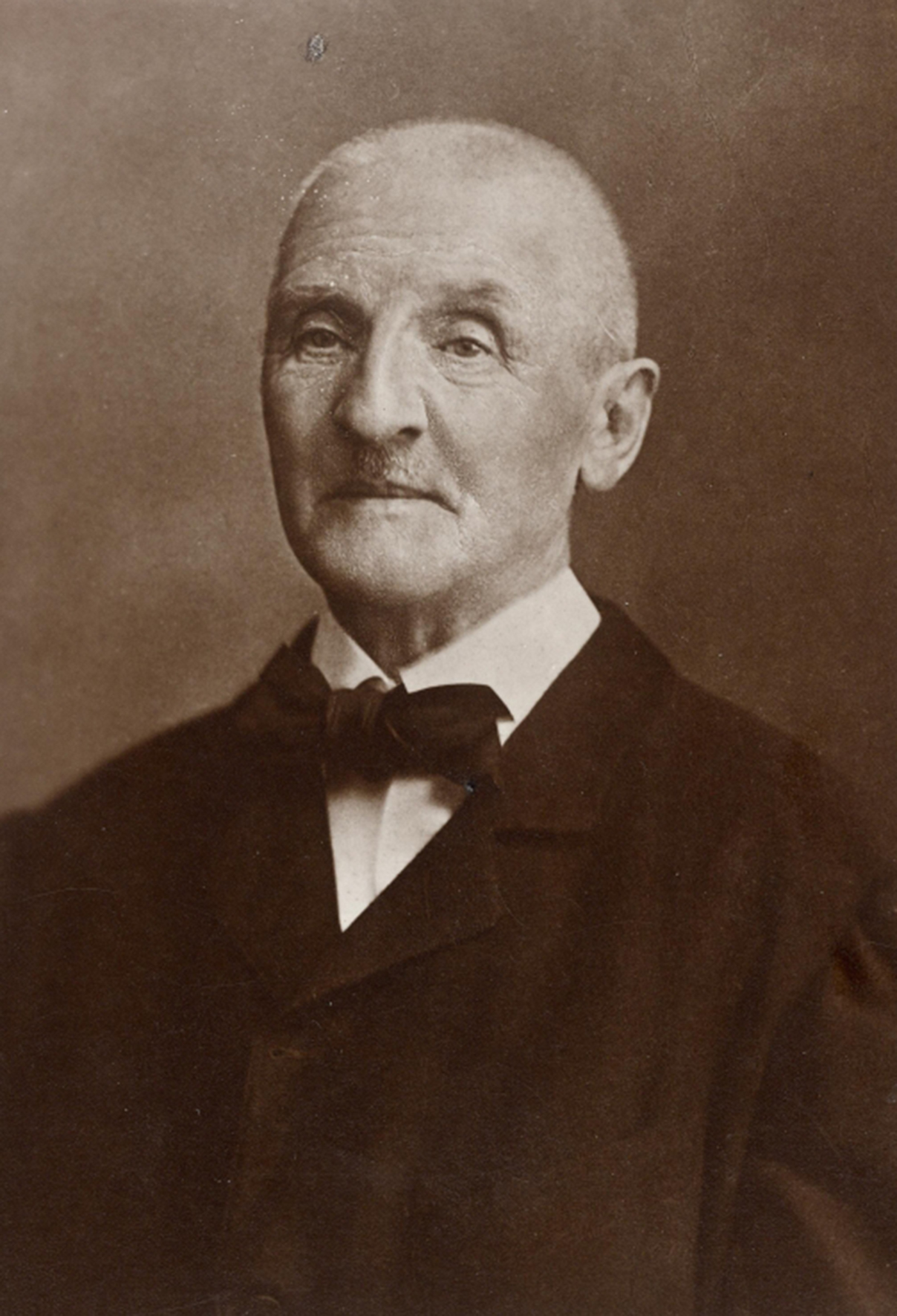
Anton Bruckner, * 4. September

- 24. Mai: Carlo Romani, italienischer Komponist († 1875)
- 06. Juni: Heinrich Weidt, deutscher Komponist, Dirigent und Chorleiter († 1901)
- 10. Juni: Gottfried Friton, österreichischer Komponist, Militärkapellmeister und Arrangeur († 1904)
- 15. Juni: Cesare De Sanctis, italienischer Komponist, Kirchenmusiker und Musikpädagoge († 1916)
- 17. Juni: Josef Grafenauer, österreichischer Orgelbauer († 1889)
- 23. Juni: Carl Reinecke, deutscher Komponist († 1910)
- 11. Juli: Adolphe Samuel, belgischer Komponist, Dirigent und Musikpädagoge († 1898)
- 27. Juli: Marc André Souchay, deutscher Kaufmann, Klavierlehrer und Musikkritiker († 1880)
- 19. August: Georg Goltermann, deutscher Cellist († 1898)
- 20. August: Raimund Dreyschock, deutsch-böhmischer Violinist und Komponist († 1869)
- 20. August: Heinrich Friedrich Frankenberger, deutscher Harfenist, Komponist und Musiklehrer († 1885)

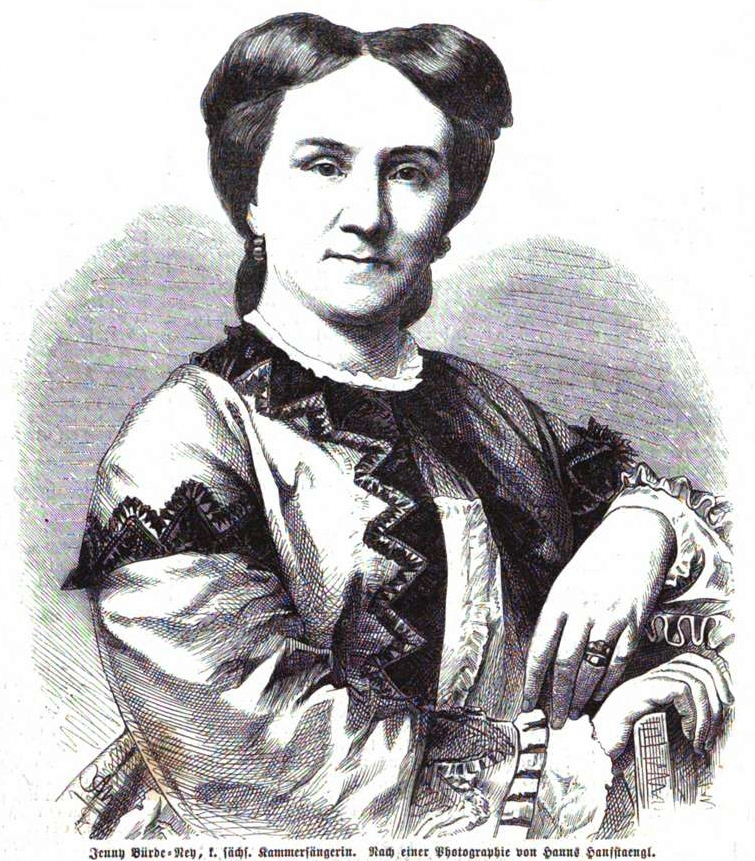
Jenny Bürde-Ney, * 21. Dezember

- 04. September: Anton Bruckner, österreichischer Komponist († 1896)
- 08. September: Brond de Grave Winter, ostfriesischer Orgelbauer († 1892)
- 18. September: Pierre-Edmond Hocmelle, französischer Organist und Komponist († 1895)
- 24. Oktober: Oscar Pfeiffer, österreichisch-argentinischer Pianist und Komponist († 1906)
- 28. Oktober: Wilhelm Remler, deutscher Orgelbauer († 1896)
- 16. November: Pere Abella i Freixes, katalanischer Gesangslehrer, Komponist, Pianist und Dirigent († 1877)
- 20. Dezember: Ferdinand Kirms, deutscher Komponist und Kirchenmusiker († 1854)
- 21. Dezember: Jenny Bürde-Ney, deutsche Sängerin († 1886)
- 24. Dezember: Peter Cornelius, deutscher Komponist († 1874)

### Genaues Geburtsdatum unbekannt
- Pasquale Brignoli, italienischer Operntenor († 1884)
- Francesco Malipiero, italienischer Komponist († 1887)

## Gestorben
- 08. Januar: Josepha Duschek, böhmische Sängerin, Pianistin und Komponistin (* 1754)
- 22. Januar: Rochus Franz Ignaz Egedacher, österreichischer Orgelbauer (* 1749)
- 01. Februar: Maria Theresia Paradis, österreichische Pianistin, Sängerin, Komponistin und Musikpädagogin (* 1759)
- 01. März: Philipp Heinrich Bürgy, deutscher Orgelbauer (* 1759)

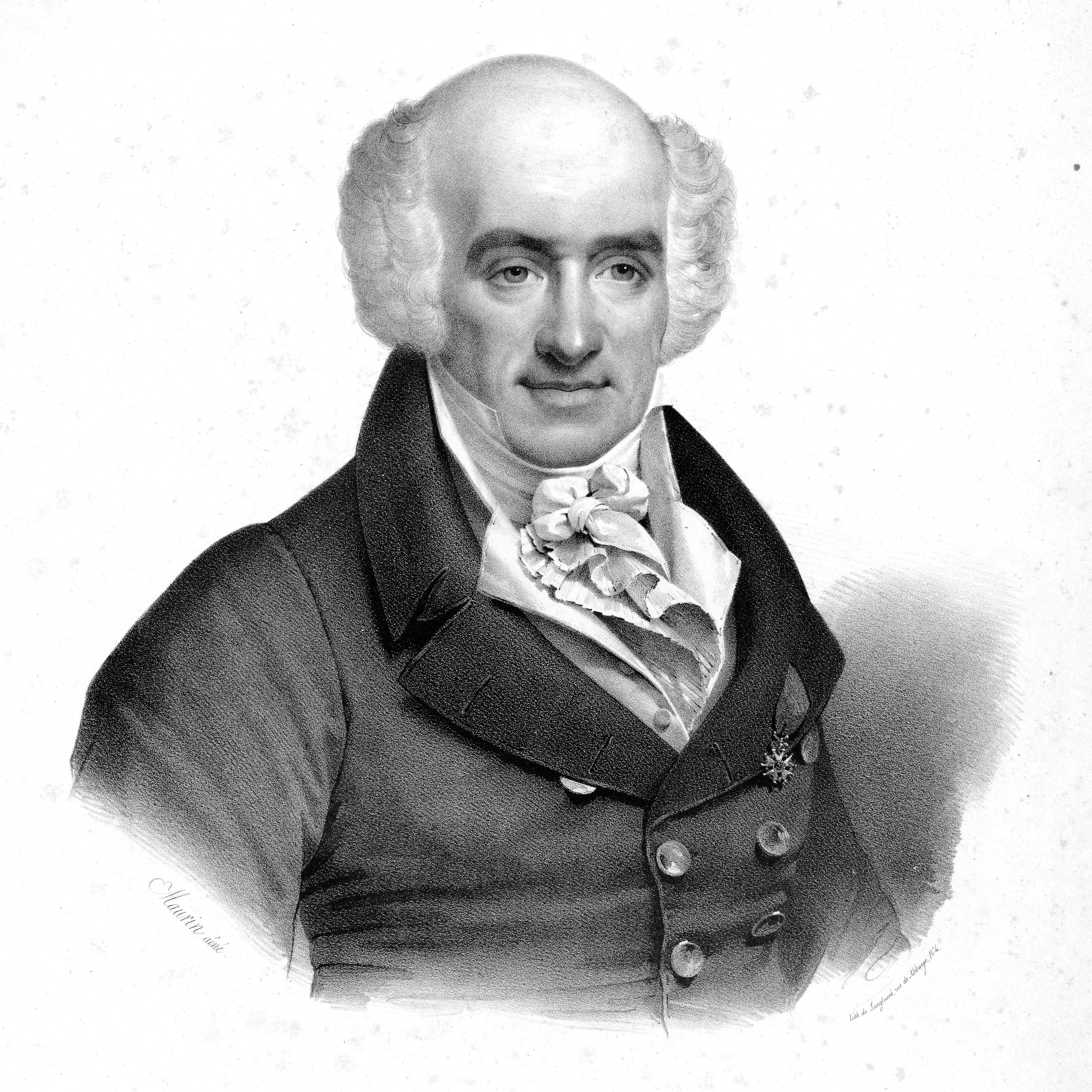
Giovanni Battista Viotti, † 3. März

- 03. März: Giovanni Battista Viotti, italienischer Violinist und Komponist (* 1755)
- 05. März: Franz Anton Schubert, deutscher Kirchenkomponist und Instrumentalist an der Katholischen Hofkirche Dresden (* 1768)
- 08. März: Alexander Cumming, englischer Orgelbauer (* zwischen 1731 und 1733)
- 16. März: Henry Smart, englischer Geiger, Bratschist und Komponist (* 1778)
- 22. März: Johann Melchior Dreyer, deutscher Komponist (* 1747)
- 00. März: Joseph Lebourgeois, französischer Komponist (* 1802)
- 22. Mai: Christoph Friedrich Wilhelm Nopitsch, deutscher Organist, Komponist und Musikdirektor (* 1758)
- 30. Mai: Alojzy Stolpe, polnischer Pianist, Musikpädagoge und Komponist (* 1784)
- 15. September: Johann Friedrich Braun, deutscher Oboist und Komponist (* 1758)
- 16. September: Giacomo Tritto, italienischer Komponist und Musiklehrer (* 1733)
- 27. September: Ludwig Greß, österreichischer Orgelbauer (* 1747)
- 17. Oktober: Birgitte Cathrine Boye, dänische (Kirchenlied-)Dichterin (* 1742)
- 17. Oktober: Mathias Schou, luxemburgischer Musiker und Spielmann (* 1747)
- 09. November: Jane Savage, englische Cembalistin und Komponistin (* 1752 oder 1753)
- 05. Dezember: Anne Louise de Jouy Brillon, französische Cembalistin, Pianistin und Komponistin (* 1744)